# Nogaus curticaudis
Nogaus curticaudis is een eenoogkreeftjessoort uit de familie van de Pandaridae. De wetenschappelijke naam van de soort is voor het eerst geldig gepubliceerd in 1849 door Dana.